# 滇川唐松草
滇川唐松草（学名：Thalictrum finetii）为毛茛科唐松草属下的一个种。

## 扩展阅读
- 維基物種上的相關：滇川唐松草